# Þorsteinn Pálsson
Þorsteinn Pálsson (wym. [ˈθɔr̥steitn ˈpʰaulsɔn]; ur. 29 października 1947 w Selfoss) – islandzki polityk, dziennikarz i dyplomata, parlamentarzysta i minister, lider Partii Niepodległości w latach 1983–1991, od 1987 do 1988 premier Islandii.

## Życiorys
Z wykształcenia prawnik, absolwent Uniwersytetu Islandzkiego. Od 1970 pracował jako dziennikarz w „Morgunblaðið”, w latach 1975–1979 był wydawcą gazety „Vísir”. Następnie do 1983 zarządzał federacją pracodawców.
Zaangażował się w działalność polityczną w ramach Partii Niepodległości. W 1983 po raz pierwszy został wybrany do Althingu, w islandzkim parlamencie zasiadał do 1999. Również w 1983 wygrał wybory na przewodniczącego swojego ugrupowania, zastąpił na tej funkcji Geira Hallgrímssona. Ugrupowaniem tym zarządzał do 1991, kiedy to przegrał ze swoim zastępcą, burmistrzem Reykjaviku Davíðem Oddssonem.
W latach 1985–1987 sprawował urząd ministra finansów, w 1987 krótko był ministrem przemysłu. Od 8 lipca 1987 do 28 września 1988 pełnił funkcję premiera Islandii, kierując koalicyjnym gabinetem z udziałem również Partii Postępu i Partii Socjaldemokratycznej. Do rządu powrócił w 1991, do 1999 u Davíða Oddssona kierował resortem rybołówstwa, sprawiedliwości i spraw kościelnych.
W 1999 został ambasadorem Islandii w Wielkiej Brytanii, następnie do 2005 pełnił tożsamą funkcję w Danii. W latach 2006–2009 był redaktorem naczelnym gazety „Fréttablaðið”, później został przewodniczącym rady dyrektorów jednego z banków. W 2016 wstąpił do nowo powołanej partii Viðreisn.